# Eusébio Cup de 2017
A Eusébio Cup 2017 seria a 10ª edição da Eusébio Cup, onde o Benfica enfrentaria o Rangers. A Chapecoense foi a primeira equipe a ser convidada em abril de 2017, mas acabou impedida pela CBF de participar devido a falta de datas no calendário do clube. Em 8 de setembro surgiu a confirmação oficial  que o Benfica enfrentaria o Rangers da Escócia. A edição no entanto acabou cancelada no final de setembro, tendo a entidade organizadora (externa a ambos os clubes) atribuído a razões imprevistas e à escassa venda de bilhetes.